# Lena Pedersen
Lissi Lena Pedersen (født Olsen 8. maj 1939 i Sakskøbing, død 7. juni 2006) var en dansk disponent og politiker som var medlem af Folketinget for Centrum-Demokraterne fra 1973 til 1975.
Pedersen blev født i Sakskøbing i 1939 som datter af bestyrer Aage Olsen. Hun havde realeksamen og var uddannet som advokatsekretær og tekstildisponent. Hun ville gerne være skuespiller og læste hos Tove Bang. Pedersen var sekretær for Volmer Sørensen på Amager Scenen i flere år og arbejdede senere som sekretær på Berlingske Tidendes chefredaktion. Da hun blev valgt til Folketinget var hun disponent. Senere blev hun pressechef på Dyrehavsbakken og arrangerede underholdningen på friluftsscenen i flere sæsoner. Lena Pedersen optrådte som skuespiller i Vildbjerg Revyen i nogle år.
Hun blev i 1973 folketingskandidat for det nydannede parti Centrum-Demokraterne i Viborgkredsen. Hun blev valgt ved folketingsvalget i 1973 i Viborg Amtskreds og var medlem af Folketinget fra 4. december 1973 til 9. januar 1975.